# Neivamyrmex andrei
Neivamyrmex andrei (лат.) — вид кочевых муравьёв рода Neivamyrmex из подсемейства Ecitoninae (Formicidae). Известны только самцы. Близок к таксону Neivamyrmex swainsonii. Видовое название дано в честь коллектора типовой серии (Andre).

## Распространение
Новый Свет: Северная Америка (США, Мексика).

## Описание
Описаны в 1901 году итальянским мирмекологом Карло Эмери под первоначальным названием Eciton andrei и только по крылатым самцам, чья голова в 7 раз шире своей длины. Отличаются широкими передними тазиками ног. Длина самцов около 10 мм. Основная окраска красно-коричневая. Усики самцов 13-члениковые. Нижнечелюстные щупики 2-члениковые, нижнегубные щупики состоят из 2—3 сегментов. Мандибулы вытянутые. Глаза крупные, занимают почти всю боковую поверхность головы. Оцеллии развиты.  Коготки лапок простые без дополнительных зубцов на вогнутой поверхности. Проподеум округлый, без зубцов. Дыхальца заднегруди расположены в верхнебоковой её части или около средней линии проподеума. Стебелёк между грудкой и брюшком у самцов состоит из одного членика.
Ведут кочевой образ жизни. Постоянных гнёзд не имеют, кроме временных бивуаков. 

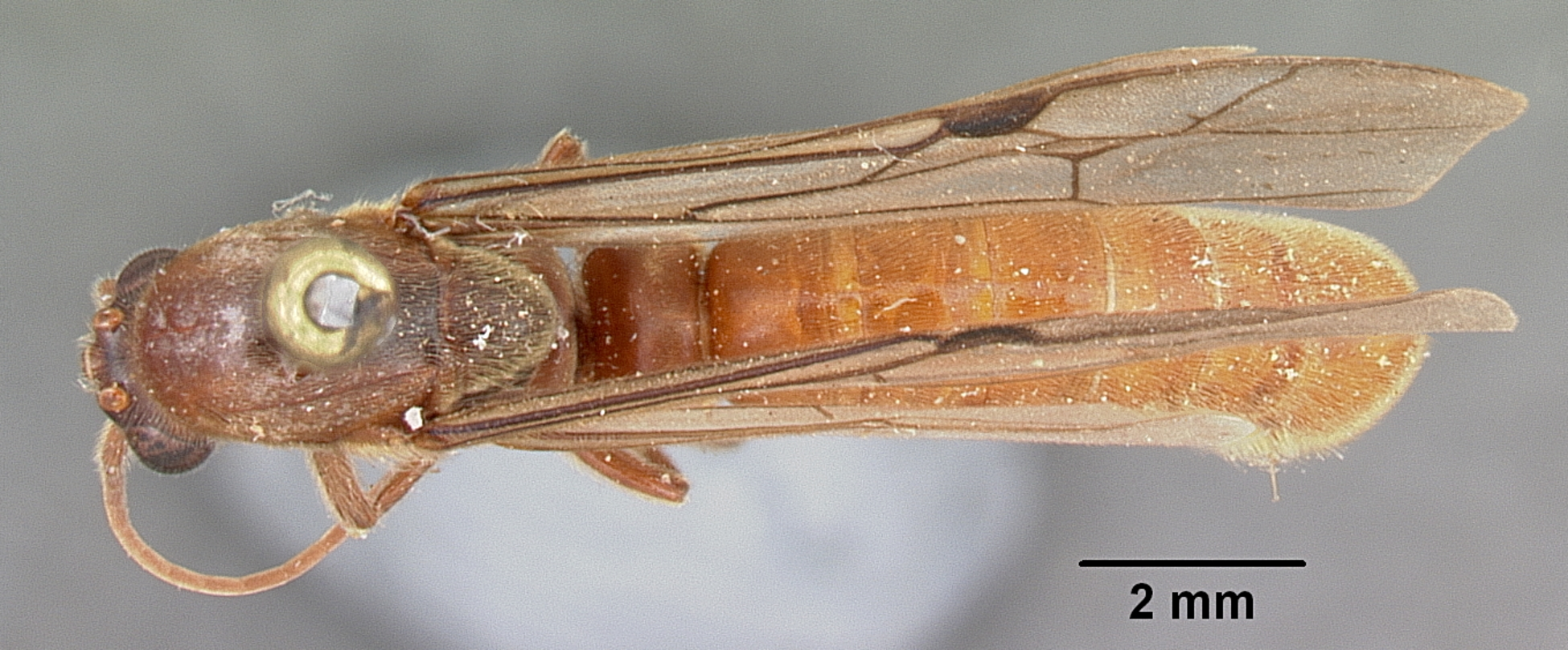
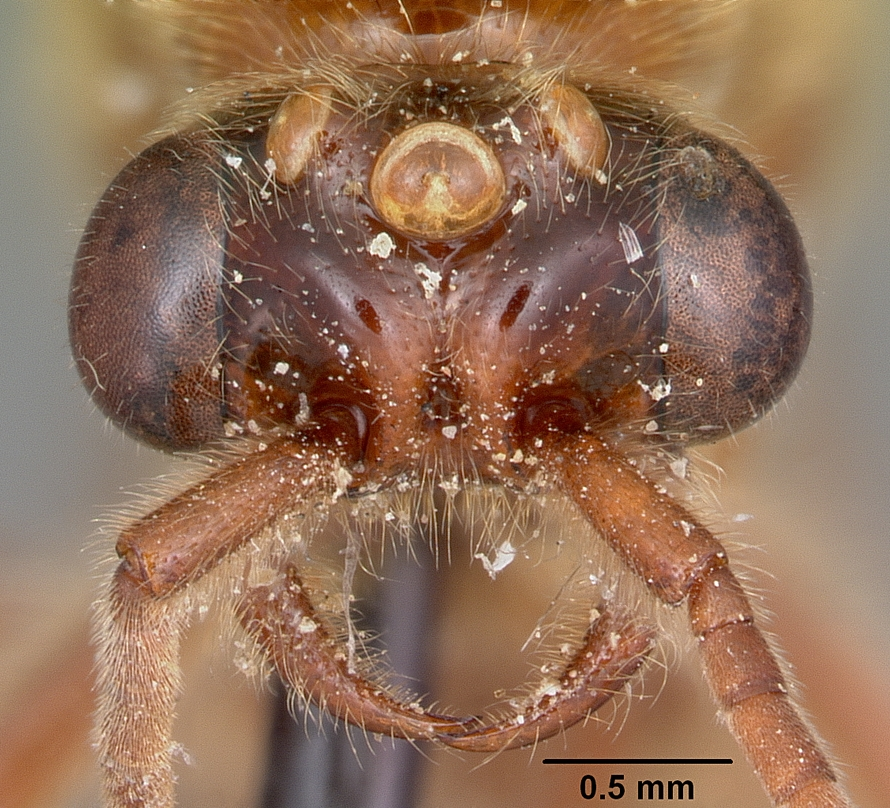
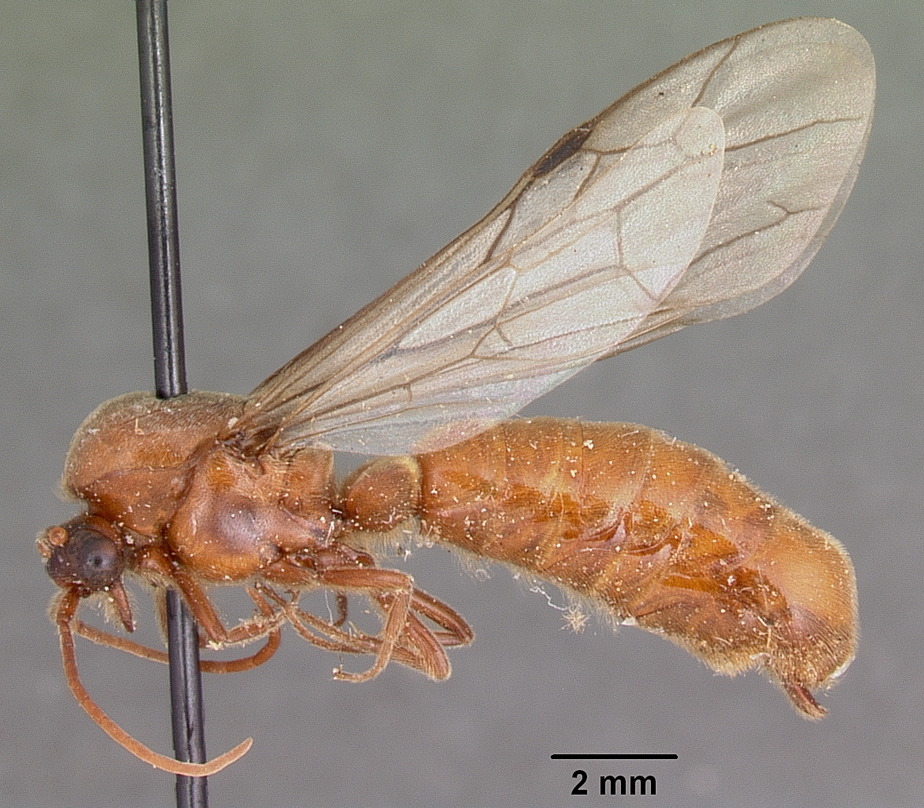
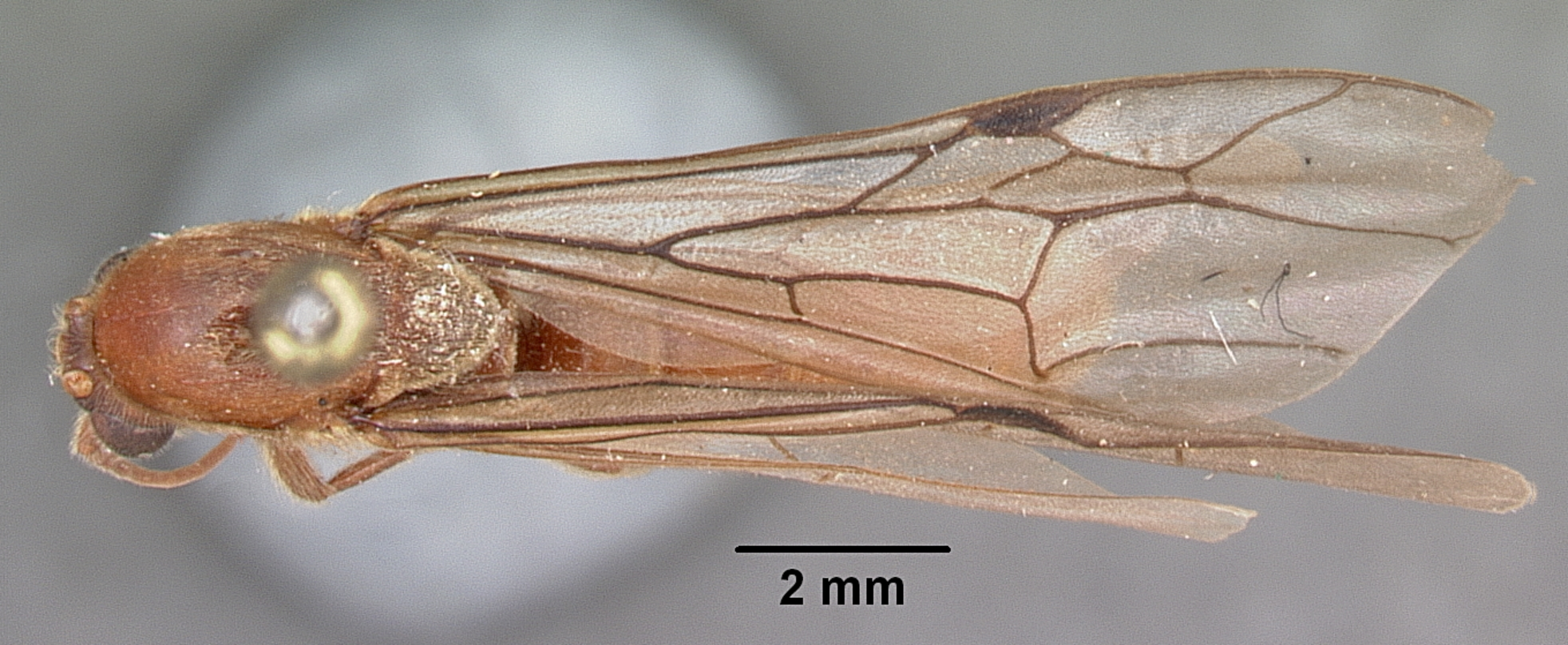